# 阔叶瓜馥木
阔叶瓜馥木（学名：Fissistigma chloroneuron）是番荔枝科瓜馥木属的植物。分布于越南以及中国大陆的广西、云南等地，生长于海拔100米至650米的地区，一般生于丘陵山地疏林潮湿地，目前尚未由人工引种栽培。

## 别名
香藤（广西）